# 亞倫·沃爾夫
亞倫·沃爾夫（Aaron Wolf，1996年2月25日—）生於東京都葛飾區，是一名日本籍柔道運動員，曾獲得2020年夏季奧林匹克運動會男子100公斤級柔道比賽金牌和2017年世界柔道錦標賽男子100公斤級冠軍。沃爾夫的父親是美國人，母親是日本人。

## 外部連結
- JudoInside.com （页面存档备份，存于）
- 亞倫·沃爾夫的X（前Twitter）
- 亞倫·沃爾夫的Instagram帳戶